# Зандкухен
— Представьте, Николай Модестович, не умею!.. Ничего не умею… Ни соусов делать, ни рыбу покупать, ни зандкухенов печь… Ничего!.. Хорошо, что никому не придёт блажная мысль на мне жениться!
Зандку́хен (нем. Sandkuchen — букв. «песочный пирог») — песочное печенье в русской дореволюционной кухне. В немецкой кухне «зандкухен» — нежный пышный кекс.
Сдобное рассыпчатое тесто готовят с добавлением яичных желтков, сливочного масла и лимонной цедры и выдерживают в холоде. Круглые зандкухены вырезают из раскатанного теста маленьким стаканом, рюмкой, лафитником или выемкой, перед выпеканием смазывают яичным белком и посыпают измельчённым миндалём. Зандкухены пекли на уроках домоводства воспитанницы Смольного института.